# Gezabele

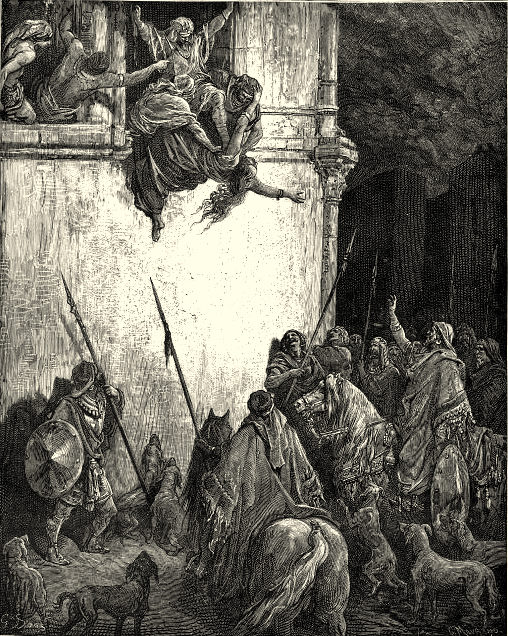
La morte di Gezabele, di Gustave Doré

Gezabele (in ebraico אִיזֶבֶל‎?, Izéḇel) è una regina di Israele, moglie di Acab, citata nella Bibbia.

## Storia
Nella Tanakh Gezabele è una regina dell'antico Israele, la cui storia è narrata in 1 Re. Fu una principessa fenicia, figlia di Ithobaal (o Et-Baal) re di Sidone, che sposò Acab, re di Israele. Era dotata di una personalità molto forte e nel racconto biblico si ha l’impressione che fosse lei a gestire il potere e a dominare il marito, che regnerà dall’869 all'850 circa a.C. Il fine politico di Acab con il matrimonio doveva essere quello di allearsi con potenti vicini fenici per staccare definitivamente il regno di Israele da quello meridionale di Giuda. Era necessario dargli un’identità religiosa nuova che impedisse ai cittadini di continuare a far riferimento solo al tempio di Gerusalemme, capitale del regno di Giuda. 
Così mentre Acab continua ad atteggiarsi formalmente devoto anche a Yahweh, Gezabele introduce in Israele il culto del dio fenicio Baal ("Signore”), nomina 450 sacerdoti del nuovo dio e stermina quelli di Yahweh. Contro il nuovo culto Dio manda il profeta Elia, che con potenti miracoli convince il popolo che i sacerdoti di Baal sono dei ciarlatani e devono essere uccisi. La posizione dei sovrani però era solida e la successione garantita da Acazia, figlio maschio della regina. Nella Bibbia, inoltre, è narrato l'episodio dell'uccisione di Nabot, organizzata senza scrupoli da Gezabele con false testimonianze di reato, per compiacere lo sposo, che ambiva a possedere una vigna confinante alle sue proprietà. 
Dopo la morte di Acab, in battaglia contro i nemici, Gezabele rimane vedova e suo figlio Acazia sale sul trono di Giuda. In seguito alla morte di Acazia, a causa di una caduta, sale sul trono Ioram che aveva sposato Atalia figlia di Gezabele. Ioram rimane vittima del colpo di stato promosso dal generale Ieu, sostenuto dai sacerdoti e Atalia divenne la prima regina del regno di Giuda. Ma Ieu aveva un conto in sospeso con Gezabele che era andata a rifugiarsi a Izreel. Quando la regina seppe che Ieu stava arrivando a palazzo con l'esercito, capì di essere la prossima vittima. Coraggiosamente, Gezabele si truccò gli occhi, si abbigliò e si acconciò i capelli e si mise di vedetta presso un'alta finestra (secondo libro dei Re 9,30). Da lì ebbe il coraggio di insultare Ieu, mentre passava nella strada sottostante, chiamandolo anziché sovrano, “assassino del suo signore”. Subito i suoi stessi servi, all'incitazione di Ieu "Chi è con me?", per ingraziarsi il nuovo re, la scaraventarono giù dalla finestra del palazzo, facendola morire. Il suo corpo fu lasciato temporaneamente insepolto all'aperto, per spregio. Quando andarono a recuperarlo, lo trovarono parzialmente mangiato dai cani, come aveva predetto il profeta Elia.

## Nuovo Testamento
Nell'Apocalisse di Giovanni è chiamata Gezabele una profetessa della città di Tiatira, accusata di indurre i membri della chiesa locale a sacrificare agli idoli e a commettere atti impuri (Ap 2,20).